# L'Intruse (film, 1940)
Pour les articles homonymes, voir L'Intruse.
Pour plus de détails, voir Fiche technique et Distribution.
L'Intruse (Abbandono) est un film italien réalisé par Mario Mattoli, sorti en 1940.

## Fiche technique
- Titre original : Abbandono
- Titre français : L'Intruse
- Réalisation : Mario Mattoli
- Scénario : Mario Mattoli et Steno
- Photographie : Jan Stallich
- Montage : Mario Serandrei
- Musique : Salvatore Allegra (it)
- Pays d'origine : Royaume d'Italie
- Format : Noir et blanc - 1,37:1 - Mono
- Genre : drame
- Durée : 100 minutes
- Date de sortie : 1940

## Distribution
- Corinne Luchaire : Anna
- Georges Rigaud : Capitaine Stefano Courier
- María Denis : Maria
- Camillo Pilotto : Moran
- Lia Orlandini : Mme Courier
- Osvaldo Valenti : Leonard
- Enrico Glori : le mari de Maria
- Sandro Ruffini : Pierre Courier
- Giulietta De Riso (it) : Dolores
- Nerio Bernardi : Ridaud
- Carlo Duse : Richard
- Aristide Garbini
- Nino Marchesini : le docteur